# Tesho Akindele
Tesho Akindele (Calgary, 31 marzo 1992) è un ex calciatore canadese, di ruolo attaccante.

## Carriera

### Club
Ha giocato in MLS con il FC Dallas e l'Orlando City disputando 256 partite e realizzando 47 reti nel campionato statunitense.
Il 20 dicembre 2022 ha annunciato il proprio ritiro dall'attività agonistica.

### Nazionale
Ha partecipato alla CONCACAF Gold Cup del 2015 ed a quella del 2021. In totale, ha giocato 19 partite e realizzato tre reti con la nazionale canadese.

## Palmarès

### Club

#### Competizioni Nazionali
- Lamar Hunt U.S. Open Cup: 2

FC Dallas: 2016
Orlando City: 2022
- MLS Supporters' Shield: 1

FC Dallas: 2016

### Individuale
- Premi Major League Soccer: 1

Miglior giovane: 2014